# 제42회 영국 아카데미 영화상
제42회 영국 아카데미 영화상은 1988년의 최고의 영화를 기리기 위해 1989년 3월 19일에 열린 시상식이다.

## 수상

### 작품상
- 마지막 황제 - 제레미 토머스 수상

### 데이빗 린 상
- 굿바이 칠드런 - 루이 말 수상

### 남우주연상
- 완다라는 이름의 물고기 - 존 클리즈 수상

### 여우주연상
- 매기 스미스 수상

### 남우조연상
- 완다라는 이름의 물고기 - 마이클 폴린 수상

### 여우조연상
- 문스트럭 - 올림피아 듀카키스 수상

### 각본상
- 월드 아파트 - 숀 슬로보 수상

### 각색상
- 프라하의 봄 - 장 클로드 까리에 수상

### 편집상
- 위험한 정사 - 마이클 칸 수상

### 촬영상
- 태양의 제국 - 알렌 데비오 수상

### 음향상
- 태양의 제국 - Charles L Campbell 수상

### 의상상
- 마지막 황제 - 제임스 아케슨 수상

### 분장상
- 마지막 황제 - Fabrizio Sforza 수상

### 특수시각효과상
- 누가 로져 래빗을 모함했나 - George Gibbs 수상

### 프로덕션디자인상
- 터커 - 딘 타불라리스 수상

### 외국어영화상
- 바베트의 만찬 - 저스터 베처 수상

### 단편영화작품상
- Evgeny Tsymbal 수상

### 안소니 아스퀴스상
- 태양의 제국 - 존 윌리엄스 수상

## 같이 보기
- 제61회 아카데미상
- 제14회 세자르상
- 제41회 미국 감독 조합상
- 제2회 유럽 영화상
- 제46회 골든 글로브상
- 제9회 골든 래즈베리상
- 제41회 미국 작가 조합상